# Emily Penrose
Pour les articles homonymes, voir Penrose.
Dame Emily Penrose, née le 18 septembre 1858 à Londres et morte le 26 janvier 1942 à Bournemouth, est une historienne britannique, principale de plusieurs collèges universitaires féminins. Elle dirige le Bedford College de 1893 à 1898, Royal Holloway College de 1898 à 1907 et Somerville College d'Oxford, de 1907 à 1926. Elle joue un rôle déterminant dans l'admission de femmes en tant que membres à part entière de l'université d'Oxford en 1920. 

## Biographie
Emily Penrose naît à Londres en 1858. Elle est la deuxième d'une fratrie de cinq enfants, fille de l'archéologue Francis Penrose et de son épouse Harriette Gibbes. Son grand-père maternel est chirurgien à Harewood, et sa grand-mère paternelle est l'écrivaine Elizabeth Penrose, qui publie sous le nom de Mrs Markham. Emily Penrose fait ses études dans une école privée de Wimbledon et séjourne avec sa famille à Versailles, Paris, Dresde et Berlin. Son père est directeur de la British School at Athens durant l'année scolaire 1886-1887, et Emily Penrose passe une année en Grèce,,, elle réalise une aquarelle du Parthénon détenue par le British Museum et apprend le grec moderne. Elle tient un journal, maintenant conservé à la British School. Elle s'inscrit au Somerville College d'Oxford en 1889, en lettres classiques et se spécialise en archéologie. Elle obtient une mention très bien aux tripos en 1892, puis, en 1904, un master ad eundem au Trinity College de Dublin, comme d'autres Steamboat ladies, anciennes étudiantes d'Oxford et Cambridge auxquelles ces universités anglaises ne délivraient pas de diplômes à l'époque.
Elle est chargée de cours à Oxford et à Londres puis elle est nommée principale du Bedford College en 1893,. Elle enseigne l'histoire ancienne à partir de 1894.
Emily Penrose  devient principale du Royal Holloway College en 1898, où elle succède à  Matilda Ellen Bishop. Elle joue un rôle déterminant dans l'intégration du collège à l'université de Londres, en 1900. Ce changement permet aux étudiantes d'obtenir un diplôme universitaire. Emily Penrose est membre du conseil du sénat de l'université de Londres. Ellen Charlotte Higgins lui succède à Royal Holloway en 1907.
En 1907, Emily Penrose est nommée principale du Somerville College, où elle succède à Agnes Maitland. Vera Brittain parle d'elle comme « la première véritable chercheuse parmi les principales de collège », ce qui, selon elle, assure une transition entre la direction assurée par des personnalités féminines et l'arrivée de personnalités académiques. Elle s'implique en faveur de l'admission des femmes en plein droit à l'université et favorise l'inscription dans son collège d'étudiantes qui ont l'intention d'obtenir un diplôme universitaire, introduisant dans cette perspective un examen d'entrée dès 1908. 
Elle est nommée membre du Comité consultatif sur les subventions universitaires en 1911, membre de la Commission royale sur l'éducation universitaire au pays de Galles en 1916,, et membre de la commission royale sur les universités d'Oxford et de Cambridge en 1919. Durant son mandat de principale à Somerville, celui-ci connaît un certain nombre de changements,  notamment un projet d'agrandissement du collège et l'accueil de plus nombreuses étudiantes. Elle prend sa retraite en 1926 et elle est remplacée par Margery Fry. Elle vit d'abord à Londres, puis à Bournemouth lors de la bataille d'Angleterre au début de la Seconde Guerre mondiale. Elle meurt le 26 janvier 1942 à Bournemouth.

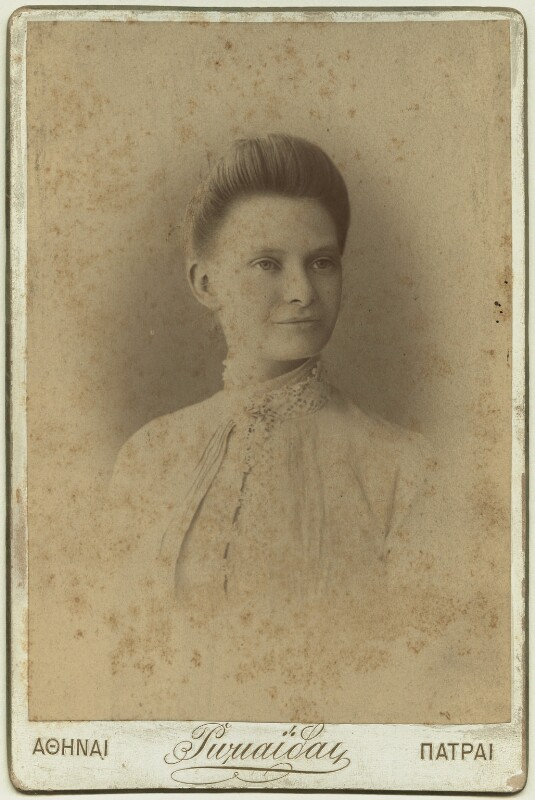
Photographie d'Emily Penrose.

Emily Penrose reçoit des doctorats honoris causa en droit civil (DCL) d'Oxford et de l'université de Sheffield (LLD). Elle est dame commandeure de l'Empire britannique en 1927 et fellow honorifique du Somerville College en 1927.